# De Grasse (C 610)
De Grasse (C 610) byl protiletadlový křižník francouzského námořnictva. Plavidlo rozestavěné roku 1938 jako lehký křižník, bylo dokončeno dlouho po druhé světové válce v podobě protiletadlového křižníku. Po modernizaci, provedené v polovině 60. let, De Grasse sloužil jako vlajková loď při francouzských jaderných testech na atolu Mururoa.

## Stavba
De Grasse byl první jednotkou plánované tříkusové série vylepšených lehkých křižníků třídy La Galissonnière. Stavba lodi začala v listopadu 1938 v loděnici Arsenal de Lorient v Lorientu. Brzy ji však přerušilo vypuknutí druhé světové války. Stavba zbývajících dvou jednotek, Chateaurenault a Guichen, byla zrušena před založením kýlu a jejich jména dostaly dva kořistní, původně italské, lehké křižníky třídy Capitani Romani.
Po skončení války byly práce na křižníku obnoveny. Na vodu byl spuštěn 16. srpna 1946, ale poté byla stavba opět přerušena do roku 1951, kdy bylo rozhodnuto, dokončit De Grasse jako protiletadlový křižník. V červnu 1954 se práce na lodi držely, protože se potopila po opuštění doku s otevřenými kingstony. Do služby křižník konečně vstoupil 3. září 1956.

## Konstrukce
Hlavní výzbrojí lodě bylo šestnáct dvouúčelových 127mm kanónů, umístěných v osmi dvoudělových věžích. Čtyři věže stály na přídi a čtyři na zádi plavidla. Sekundární výzbroj představovalo deset dvoudělových věží s 57mm kanóny. Palbu všech zbraní řídily radary typu DRBC 31. De Grasse přitom byl vybaven pro fungování v roli velitelské lodě. V roce 1962 byly sejmuty čtyři věže s 57mm kanóny. 
V roce 1966 byl De Grasse přestavěn, aby mohl sloužit jako vlajková loď svazu monitorujícího francouzské jaderné zkoušky na atolu Mururoa. Výzbroj lodi byla omezena na dvanáct kanónů ráže 127mm. Nový radar byl typu DRBV 23. Instalován byl systém ochrany proti radioaktivnímu spadu a rovněž komunikační a spojovací systémy lodě byly rozšířeny. Ze služby byl De Grasse vyřazen v roce 1973.